# Stefan Arczyński

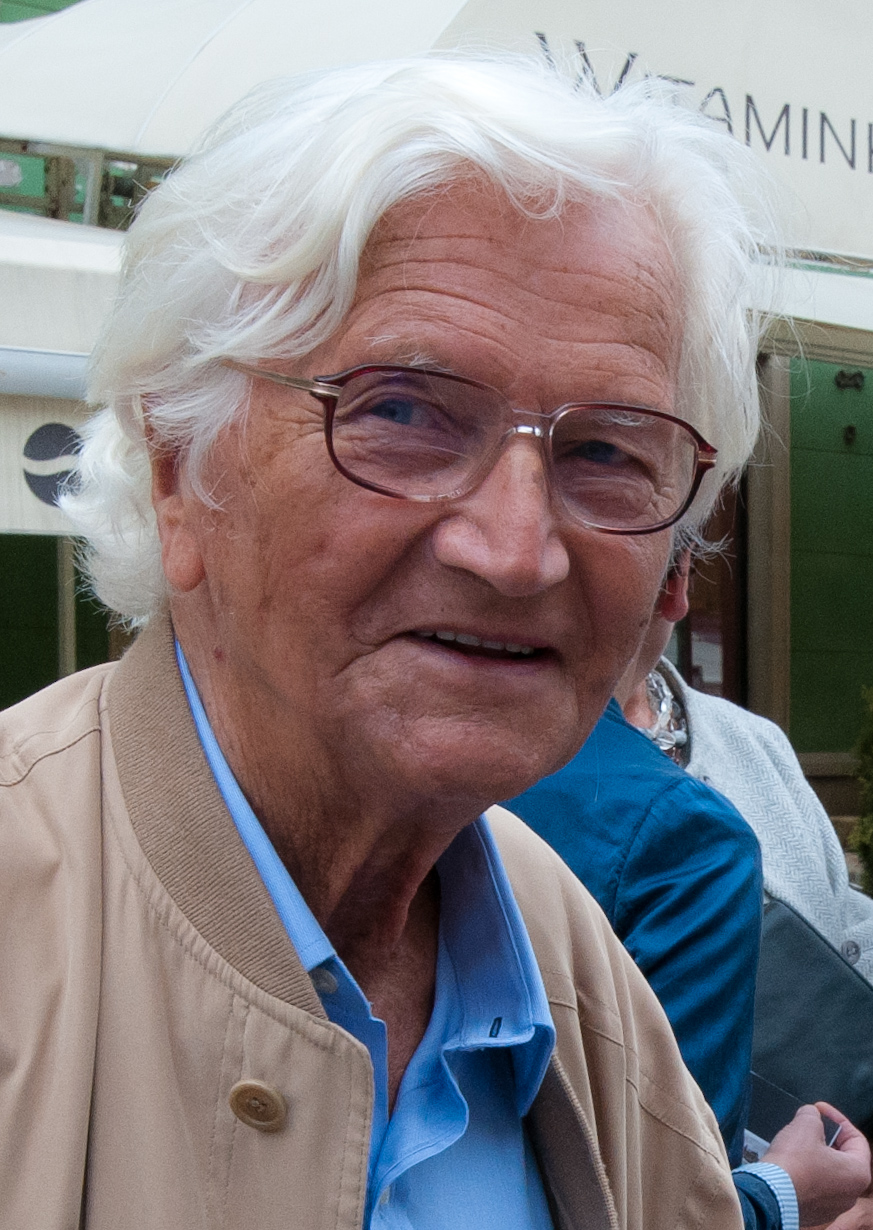
Stefan Arczyński, 2011

Stefan Arczyński (geb. 31. Juli 1916 in Essen, gest. 28. August 2022 in Breslau) war ein polnisch-deutscher Fotograf. 

## Lebensweg
Stefan Arczyński kam am 31. Juli 1916 als drittes Kind von Wiktor Arczyński (1879–1940) und seiner Ehefrau Helena, geborene Adamska (1889–1918), in Essen zur Welt. Wiktor Arczyński stammte aus dem polnischen Ort Solec Kujawski (dt. Schulitz), seine Frau Helena Adamska aus Mogilno. 
Um die Wende vom 19. zum 20. Jahrhundert zogen viele Polen, so genannte Ruhrpolen, auf der Suche nach Arbeit in die Industriegebiete im Rheinland und in Westfalen. Wiktor Arczyński fand um 1900 eine Anstellung in der Verwaltung der Krupp-Stahlwerke in Essen. Wiktor und Helena heirateten im Jahr 1908; kurz darauf wurden ihre Kinder Tadeusz und Helena (junior) geboren. Helena (senior) starb 1918, nur zwei Jahre nach der Geburt ihres jüngsten Sohnes Stefan. 
Die Arczyńskis pflegten ihre polnische Sprache und Tradition. Um die Bindung an sein Herkunftsland aufrechtzuerhalten, schickt Wiktor Arczyński seine Kinder in den Ferien regelmäßig zu seiner Familie nach Polen. Wiktor wirkte in verschiedenen polnischen Organisationen mit. Nach dem Ende des Ersten Weltkriegs und der „Wiedergeburt Polens“ in der Zweiten Polnischen Republik im Jahre 1918 engagiert er sich im Bund der Polen in Deutschland, der 1922 in Berlin gegründet wurde. Stefans älterer Bruder Tadeusz legte – nach seiner Schulzeit in Deutschland – seine Abiturprüfung in Polen ab. Anschließend studierte er an der Technischen Hochschule Danzig, nahm die polnische Staatsbürgerschaft an und ging als Chemiker nach Oberschlesien (Górny Śląsk).
Stefan Arczyński interessierte sich von seiner Jugend an für Fotografie; seine ersten Fotos nahm er Anfang der 1930er Jahre auf. Zunächst galt sein Interesse vor allem der städtischen Architektur und dem Sport. Im Jahr 1934, nach dem Abschluss der Mittelschule, nahm er eine dreijährige Ausbildung in einem Fotoatelier in Essen auf. Während dieser Zeit fertigte er als Hochzeitsfotograf Porträts und Gruppenbilder an. Im August 1936 fotografierte er bei den Olympischen Sommerspielen in Berlin. 1938 wurde Stefan Arczyński, der Bürger des Deutschen Reiches war, erst zum Reichsarbeitsdienst und dann, nach dem Ausbruch des Zweiten Weltkrieges, zur deutschen Wehrmacht eingezogen, wo er erst in der Luftwaffe und später in der Infanterie diente. Sein Bruder Tadeusz kämpfte als Offizier im polnischen Heer.
Am 27. Februar 1940 verboten die Nationalsozialisten den Bund der Polen in Deutschland und beschlagnahmten sein Vermögen. Zahlreiche Mitglieder polnischer Organisationen in Deutschland wurden verhaftet und in Lager deportiert, wo ein Teil von ihnen starb. Stefans Vater, Wiktor Arczyński, wurde mit anderen Krupp-Angestellten, die ebenfalls Mitglieder des Bundes der Polen in Deutschland waren, verhaftet und wegen „Polenfreundlichkeit“ zum Tode verurteilt. Das Todesurteil gegen ihn wurde 1940 in Berlin vollstreckt. Sein Sohn Stefan Arczyński wurde einige Wochen in den Gefängnissen in Berlin-Moabit und Berlin-Plötzensee festgehalten. 
Nach seiner Freilassung wurde er zu einer Einheit der Luftwaffe abkommandiert. Das Regiment, in dem Arczyński Luftaufnahmen entwickelte und sicherte, nahm am Frankreich-Feldzug teil. Später wurde Arczyński an die Ostfront verlegt, wo er am Überfall auf die Sowjetunion und an der Schlacht von Stalingrad beteiligt war. Auch an der Front hatte er seinen Fotoapparat dabei. Im Januar 1942 wurde er verwundet und in Artjomowsk ärztlich versorgt, was ihn vor dem nahezu sicheren Tod im Kessel von Stalingrad bewahrte. Nach seiner Entlassung aus dem Krankenhaus wurde Arczyński hinter die Front geschickt. In den Lazaretten in Ziemia Kłodzka (Glatzer Land), Kłodzko (dt. Glatz) und Międzygórze (dt. Wölfelsgrund) genas er allmählich. Er kam erneut zu seiner Luftwaffeneinheit an die Ostfront, die sich zu diesem Zeitpunkt im Baltikum befand. Das Kriegsende erlebte er in Lettland, wo er in sowjetische Gefangenschaft geriet. Als Kriegsgefangener arbeitete er unter anderem in einer Streichholzfabrik, einer Brauerei und einem Sägewerk. Nach mehrmonatiger Gefangenschaft übergaben ihn die Sowjets den polnischen Behörden. Er kam 1946 in das Durchgangslager in Sieraków bei Poznań (dt. Zirke bei Posen). Nach seiner Entlassung aus diesem Durchgangslager und einem kurzen Aufenthalt bei der Familie in Solec Kujawski ging Stefan Arczyński nach Niederschlesien. Er hielt sich einige Monate lang in Lubawka (dt. Liebau im Riesengebirge) auf, wo seine Schwester Helena mit ihrer Familie wohnte. Bald darauf erhielt Stefan Arczyński die polnische Staatsbürgerschaft. 
Stefans Bruder Tadeusz Arczyński verschlug es nach dem sowjetischen Überfall auf Polen nach Lettland, wo er nach der Annexion Lettlands durch die UdSSR zunächst von den Sowjets interniert und dann nach Sibirien in ein Arbeitslager verschleppt wurde. Er verließ die UdSSR mit der nach dem polnischen General Władysław Anders benannten Anders-Armee und war danach an den Kämpfen des 2 Korpus Polski (dt. 2. Polnisches Korps) in Italien beteiligt, unter anderem an den Schlachten am Monte Cassino. Nach dem Krieg kehrte Tadeusz Arczyński nicht nach Polen zurück, sondern siedelte in die USA, nach Kalifornien, über. 
Stefan Arczyński eröffnete in Kamienna Góra (dt. Landeshut in Schlesien) ein eigenes Fotostudio. 1950 zog er nach Breslau (poln.: Wrocław) um und betrieb dort viele Jahre lang ein Fotostudio in der Łokietka-Straße 2. Er war aktives Mitglied der Wrocławskie Towarzystwo Fotograficzne (Fotografischen Gesellschaft Breslau), wo er unter anderem Unterricht im Fotografieren erteilte. 1951 wurde er Mitglied des Związek Polskich Artystów Fotografików (Verband Polnischer Kunstfotografen), dessen Kunstausschuss er 15 Jahre lang angehörte.
Arczyński hat das gesellschaftliche Leben in Wrocław und in Niederschlesien dokumentiert; auch Denkmäler und Landschaften zählten zu seinen Fotomotiven. Bekannt sind viele seiner Stadtansichten und seine Aufnahmen historischer Bauwerke. Seine Aufnahmen aus Breslau aus verschiedenen Zeitabschnitten dokumentieren den enormen Wandel dieser Stadt. Arczyński arbeitete auch als Theater- und Opern-Fotograf. Viele Jahre lang begleitete er fotografisch die Arbeit des Wrocławski Teatr Pantomimy Henryka Tomaszewskiego (Pantomimen-Theater Breslau von Henryk Tomaszewski). Arczyńskis Fotos waren nüchtern und professionell-distanziert; er folgte nicht dem damaligen Trend zur Politisierung der Fotografie. Sein Gesamtwerk umfasst Aufnahmen aus Europa, China, Indien, Afrika und den USA. 
1952 lernte er die Ballett-Solistin Lidia Cichocka kennen, von der er ein Porträt für ein Plakat aufnehmen sollte. Lidia Cichocka wurde später seine Ehefrau. 
1960 besuchte Stefan Arczyński die USA, wo er nach vielen Jahren seinen Bruder Tadeusz wiedersah.
Arczyńskis künstlerischen Leistungen wurden durch diverse Auszeichnungen gewürdigt. Als einziger in der Geschichte des Preises der Stadt Wrocław (Nagroda Miasta Wrocławia) wurde Arczyński zweimal mit dieser Auszeichnung bedacht (1959 und 2000). Arczyński wurde mehrfach für die Ehrenbürgerwürde der Stadt nominiert und er hat 1992 den renommierten Schlesischen Kulturpreis erhalten (Śląska Nagroda Kulturalna). Im selben Jahr erhielt Arczyński den Sonderpreis des Kulturpreises Schlesien des Landes Niedersachsen. Der polnische Minister für Kultur und nationales Erbe verlieh ihm zweimal die Gloria-Artis-Medaille für kulturelle Verdienste (Medal Zasłużony Kulturze Gloria Artis): 2006 in Silber und 2011 in Gold. 
Stefan Arczyński verstarb am 28. August 2022 in Wrocław. Er wurde 106 Jahre alt.
Einen wesentlichen Teil seines umfangreichen fotografischen Œuvres bewahrt das Herder-Institut für historische Ostmitteleuropaforschung in Marburg. Der Bestand umfasst über 100.000 Negative und Dias aus den 1950er bis in die 1990er Jahre, mit Schwerpunkt auf Schlesien und Polen. Diese Fotografien werden nach und nach in der Online-Bilddatenbank des Herder-Instituts veröffentlicht.